# Пиратело (Болоња)
Пиратело (итал. Piratello) је насеље у Италији у округу Болоња, региону Емилија-Ромања.
Према процени из 2011. у насељу је живело 100 становника. Насеље се налази на надморској висини од 78 м.